# Proterra
Proterra er det tolvte album fra den skotske keltiske rockband Runrig med Paul Mounsey. Det udkom den 17. august 2003. Mounsey var inviteret til at arrangere to sange på albummet; The Old Boys og An Toll Dubh. Disse blev oprindeligt udgivet på albummet Recovery fra 1981.
Albummet vandt prisen som "Årets udenlandske folk-album" ved Danish Music Awards Folk i 2004.

## Spor
1. "The Old Boys" - 5:16
2. "Proterra" - 5:35
3. "Day of Days" - 3:38
4. "Empty Glens" - 3:51
5. "Gabriel's Sword" - 4:57
6. "From the North" - 5:28
7. "An Toll Dubh" (The Dungeon) - 2:28
8. "There's a Need" - 3:34
9. "Faileas air an Àirigh" (Shadow on the Sheiling) - 4:06
10. "Heading to Acadia" - 4:16
11. "All the Miles" - 4:16
12. "A Rèiteach" (The Betrothal) - 5:19
13. "Angels from the Ashes" - 3:25

## Personel
- Iain Bayne: Trommer, percussion
- Bruce Guthro: Forsanger
- Brian Hurren: keyboards, vokal
- Malcolm Jones: guitar, harmonika, vokal, pipes
- Calum Macdonald: percussion, vokal
- Rory Macdonald: vokal, basguitar